# Weng (Isar)
Weng er en kommune i Landkreis Landshut, i regierungsbezirk Niederbayern i den tyske delstat Bayern. Den er en del af Verwaltungsgemeinschaft Wörth a.d.Isar.

## Geografi
Weng ligger i Region Landshut ved floden Isar.
I kommunen ligger ud over Weng, landsbyen Veitsbuch.